# Fauja Singh
Fauja Singh (Hindi: फौजा सिंह; Punjabi: ਫੌਜਾ ਸਿੰਘ) (Bias Pind, 1º aprile 1911 – Bias Pind, 14 luglio 2025) è stato un maratoneta britannico di origine indiana.

## Biografia
Campione del mondo di maratona over 90, fu protagonista di vari record nel 2003-2004. Nel 2004 fu anche testimonial dell'Adidas insieme a David Beckham e Muhammad Ali, devolvendo poi il proprio compenso in beneficenza a favore dei bambini nati prematuri.
Conseguì il suo tempo migliore per la maratona di Londra nel 2003 (6 ore e 2 minuti), mentre alla Toronto Waterfront Marathon 2003 realizzò il suo record di 5 ore e 40 minuti.
Il 16 ottobre 2011 completò la maratona di Toronto diventando il più anziano di sempre (100 anni compiuti) a percorrere la distanza regina del fondo, 42,195 km, impiegando 8 ore, 25 minuti, 16 secondi (sei ore in più del vincitore, il keniota Kenneth Mungara).
Nel 2012 fu uno dei tedofori alle Olimpiadi di Londra.
Singh affermò l'intenzione di ritirarsi dopo aver preso parte alla maratona di Hong Kong del 24 febbraio 2013 (cinque settimane prima del suo 102º compleanno). Nell'occasione, completò con successo la corsa di 10 km in 1 ora, 32 minuti e 28 secondi, dichiarando poi di aver comunque intenzione di continuare a correre per scopi benefici.
Di religione sikh, ebbe quattro figli e visse a lungo in Inghilterra.
Singh è morto nel 2025, a 114 anni, investito da un veicolo a un incrocio.

### Verifica dell'età
Il Guinness World Record non riconosce l'età di Singh ufficialmente, che sarebbe stato l'uomo più longevo al mondo al momento della sua morte, in quanto non erano presenti documenti di nascita nei villaggi indiani al tempo.